# Depressão das Aleutas
A depressão das Aleutas é um centro semipermanente de baixa pressão localizado próximo as Ilhas Aleutas durante o inverno. É um dos principais centros de ação na circulação atmosférica do Hemisfério Norte.